# Marian Barone
Marian Barone (Filadelfia, 18 marzo 1924 – Richmond, 14 maggio 1996) è stata una ginnasta statunitense.

## Palmarès

### Olimpiadi
- 1 medaglia:
  - 1 bronzo (Londra 1948 a squadre)